# Santo Antônio de Pádua na Via Tuscolana (título cardinalício)
O Título cardinalício de Santo Antônio de Pádua na Via Tuscolana foi instituido pelo Papa Paulo VI em 5 de março de 1973, por meio da bula Purpuratis Patribus. Sua sede se encontra no quartiere Tuscolano de Roma, na igreja de Santi Antonio di Padova e Annibale Maria.

## Titulares
- Paulo Evaristo Arns, O.F.M. (1973 - 2016)
- Jean Zerbo (2017 - atual)